# Établissement français d'enseignement Montaigne de Cotonou
L'Établissement Français d'Enseignement Montaigne  de Cotonou (EFE Montaigne) ou École Montaigne, est une école française située à dans la ville  Cotonou en République du Bénin,,,,,,.

## Présentation
Il fait partie du réseau des établissements d'enseignement français à l'étranger (EEFE), implantés hors de France mais homologués par le ministère français de l'Éducation Nationale et coordonnés par l'Agence pour l'enseignement français à l'étranger,. 

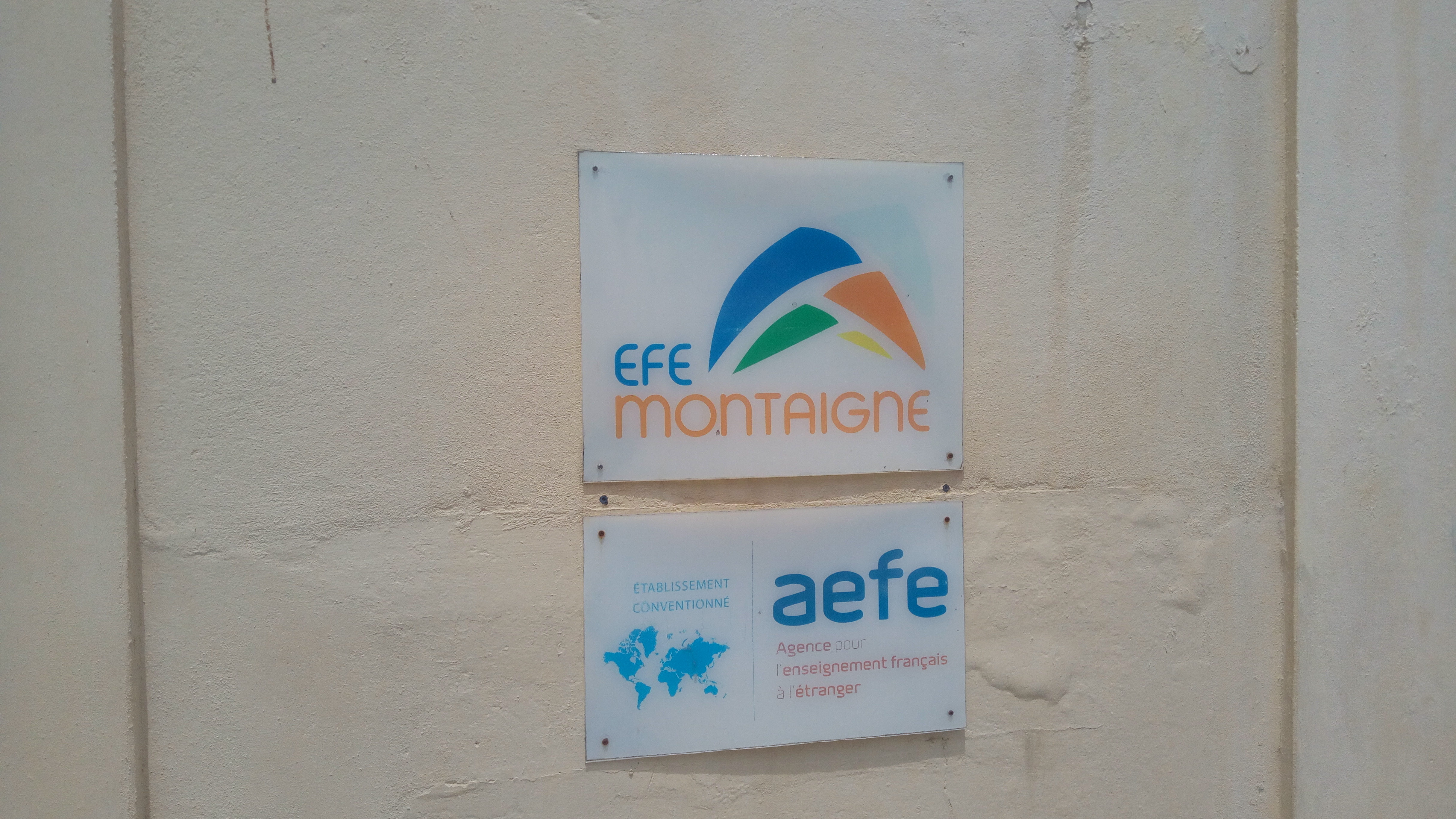
Établissement Français d'Enseignement Montaigne de Cotonou- Logo de Montaigne et de Aefe

Créé en 1951 sous le nom de Cours Montaigne, l'établissement dans sa forme actuelle a ouvert ses portes en 1984. 

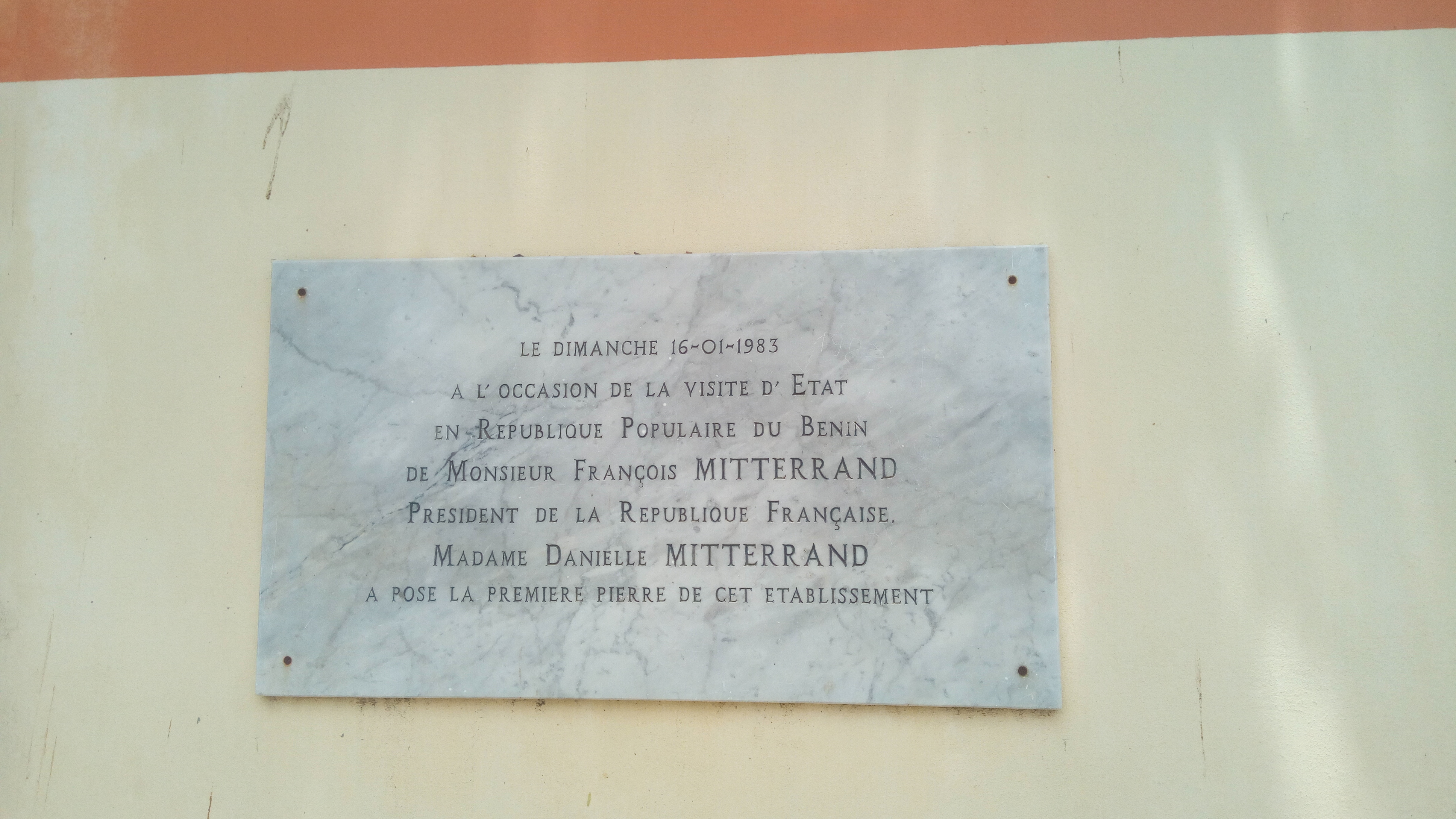
Établissement Français d'Enseignement Montaigne de Cotonou- Inscription de la pose de la première par Mitterrand et Sa femme

## Enseignement
L'école dispense un enseignement homologué par la AEFE de la petite section au lycée,.